# Kurt Ramberg
Kurt Rudolph Ramberg (født 17. november 1908 i Helsingør, død 5. november 1997) var en dansk general i flyvevåbnet 1959-1962 og forsvarschef.
Oprindeligt søofficer, siden officer i i Marineflyverne, under anden verdenskrig gjorde Ramberg tjeneste i den Danske Brigade først i Sverige og siden i England.